# Кенозоик (музичка група)
Кенозоик је рок–поп бенд формиран 2020. године у Београду, од музичара из различитих крајева Србије.

## Музички стил
Кенозоик је препознатљив по оригиналном приступу комбиновања различитих музичких утицаја, од класичног рока до савременог попа. Комбинује различите ритмове, текстове и вокале стварајући мелодичну композицију. У своју музику укључује и гудачке и дувачке аранжмане што га сврстава негде између класичних музичких жанрова.
Године 2025. је објавио дупли албум „THE BEST OF” са седамнаест синглова који чине пресек стваралаштва бенда од оснивања 2020. до данас. Албум је доступан на дигиталним платформама.

## Чланови групе
- Мартина Тодоровић — виолончело[2]
- Настасја Пекез — саксофон[2]
- Зденко Гутвајн — гитара, вокал, композиција[2]
- Душан Ивановић — гитара, вокал[2]
- Горан Кнежевић — гитара[2]
- Гордан Матић — бас, текст, композиција[2]
- Горан Савић Чаки — бубњеви, аранжман[2]
- Младен Пецовић — аранжман, снимање[2]
- Лазар Арсовић — аранжман, продуцент[2]

## Дискографија
Синглови бенда Кенозоик:
- „Немој да се бојиш” — песма посвећена борби против насиља у породици, премијера 6. јун 2024.[4]
- „Уморне очи” — из серије Калкански кругови, премијера 27. јун 2024.[5]
- „Кад љубав крене” — премијера 11. јул 2024.[6]
- „Нисам сигуран” — премијера 24. јул 2024.[7]
- „Трагови” — премијера 8. август 2024.[8]
- „Ти знаш” — премијера 5. септембар 2024.[9]
- „Духови” — премијера 4. октобар 2024.[10]
- „Потера” — премијера 24. октобар 2024.[11]
- „Кавказ” — премијера 14. јануар 2025.[12]
- „Ко сам ја?” — премијера 16. фебруар 2025.[13]
- „Тумарало” — премијера 1. јун 2025.[14]
- „Ни тамо ни ту” — премијера 11. јун 2025.[15]
- „Bridges & Walls” — премијера 11. јун 2025.[16]
- „Ти и ја” — премијера 11. јун 2025.[17]
- „Суморан дан” — премијера 11. јун 2025.[18]
- „Америка” — премијера 11. јун 2025.[19]
- „Кругови” — премијера 19. јун 2025.[20]